# Ludovico Fossali
Ludovico Fossali, né le 21 mai 1997 à Trente, est un grimpeur italien.

## Biographie
Troisième de la Coupe du monde d'escalade de 2017 en vitesse, il remporte aux Championnats du monde d'escalade 2019 à Hachiōji la médaille d'or en vitesse.

## Palmarès

### Championnats du monde
- 2019 à Hachiōji,  Japon
  -  Médaille d'or en vitesse

### Coupe du monde
- 2017
  -  Médaille de bronze en vitesse